# Café de Machu Picchu-Huadquiña
El Café Machu Picchu-Huadquiña es una indicación geográfica peruana para el café de grano verde de la especie Coffea arabica L.. Se cultiva y produce en el Caserío Huadquiña, distrito de Santa Teresa, provincia de Urubamba, departamento del Cuzco
Es la séptima denominación de origen protegida de Perú. A nivel internacional, el gobierno peruano registró la denominación de origen ante la Organización Mundial de la Propiedad Intelectual, conforme al Sistema de Lisboa, en 2012.